# Pentopetia reticulata
Pentopetia reticulata är en oleanderväxtart som beskrevs av Jumelle och Perrier. Pentopetia reticulata ingår i släktet Pentopetia och familjen oleanderväxter. Inga underarter finns listade i Catalogue of Life.